# Mach-O
Mach-O, für Mach Object, beschreibt das Standard-Binärformat ausführbarer Programme, Bibliotheken und von Speicherauszügen unter vielen MACH-basierten UNIX-Betriebssystemen wie beispielsweise OPENSTEP (ursprünglich NeXTStep), FreeBSD oder macOS (ursprünglich unter dem Namen Mac OS X).
Es wurde ab 1985 an der Carnegie Mellon University, kurz CMU, für das MACH-Betriebssystem entwickelt. Große Verbreitung hat es vor allem unter NeXTStep und dessen Weiterentwicklung macOS und darauf basierenden Apple-Systemen, wie iOS und iPadOS. Mit Universal Binaries, unter NeXTStep Multi-Architecture Binaries, wurde das Format zudem um Multi-Prozessorarchitektur-Fähigkeit erweitert.

## Aufbau
Eine Mach-O-Datei besteht im Wesentlichen aus drei Teilen:
- Kopfinformationen, englisch header
  - Magic
  - diverse Flags
  - Anzahl und Größe der Load commands
- Load commands
  - Metadaten
  - Offset-Addressen der Segmente
- Segmente, segments
  - bis zu 255 Sektionen, sections

### Header
Der Mach-Header ist ein 32 Bytes großer Bereich am Anfang einer 64-Bit-Mach-O-Binärdatei bzw. 28 Bytes bei 32-Bit-Mach-O. Der folgende Quelltext stammt aus osfmk/mach-o/loader.h von XNU, dem Kernel von macOS.
```
struct
 
mach_header_64
 
{

	
uint32_t
	    
magic
;
		    
/* mach magic number identifier */

	
cpu_type_t
	    
cputype
;
	    
/* cpu specifier */

	
cpu_subtype_t
	
cpusubtype
;
	    
/* machine specifier */

	
uint32_t
	    
filetype
;
	    
/* type of file */

	
uint32_t
	    
ncmds
;
  		
/* number of load commands */

	
uint32_t
	    
sizeofcmds
;
 	
/* the size of all the load commands */

	
uint32_t
	    
flags
;
	    	
/* flags */

	
uint32_t
	    
reserved
;
   	
/* reserved (64-Bit only) */

};

```

Ein Beispiel für einen Mach-Header aus einer beliebigen Programmdatei:
| Offset (hex) | Länge (dec) | Inhalt                               | Beispiel                                                       |
| ------------ | ----------- | ------------------------------------ | -------------------------------------------------------------- |
| 00           | 4           | mach magic number identifier         | 0xCFFAEDFE → MH_CIGAM_64                                       |
| 04           | 4           | CPU type                             | 0x01000007 → CPU_TYPE_X86_64 = CPU_TYPE_I386 \| CPU_ARCH_ABI64 |
| 08           | 4           | CPU subtype, machine specifier       | 0x80000003 → CPU_SUBTYPE_X86_ALL \| CPU_SUBTYPE_LIB64          |
| 12           | 4           | Dateityp                             | 0x00000002 → MH_EXECUTE                                        |
| 16           | 4           | Anzahl der load commands             | 0x00000010                                                     |
| 20           | 4           | Größe aller load commands            | 0x00000510 bytes                                               |
| 24           | 4           | Flags                                | 0x00200085 → u. a. MH_DYLDLINK \| MH_NOUNDEFS                  |
| 28           | 4           | reserviert (fehlt bei 32-Bit-Mach-O) | 0x00000000                                                     |